# Сейняйокі (стадіон)
«Сейняйокі кескускентта» (фін. Seinäjoen keskuskenttä) — багатофункціональний стадіон у місті Сейняйокі, Фінляндія, домашня арена ФК «СЯК».
Стадіон побудований та відкритий 1952 року. У 1975 році реконструйований. Обладнаний біговими доріжками. Має потужність 4 000 глядачів. 
Арена приймала Чемпіонат світу з легкої атлетики 1952, 1975 та 1999 років. 
У 2017 році розпочато капітальну реконструкцію стадіону.